# Dalmàtica del tern de sant Jordi

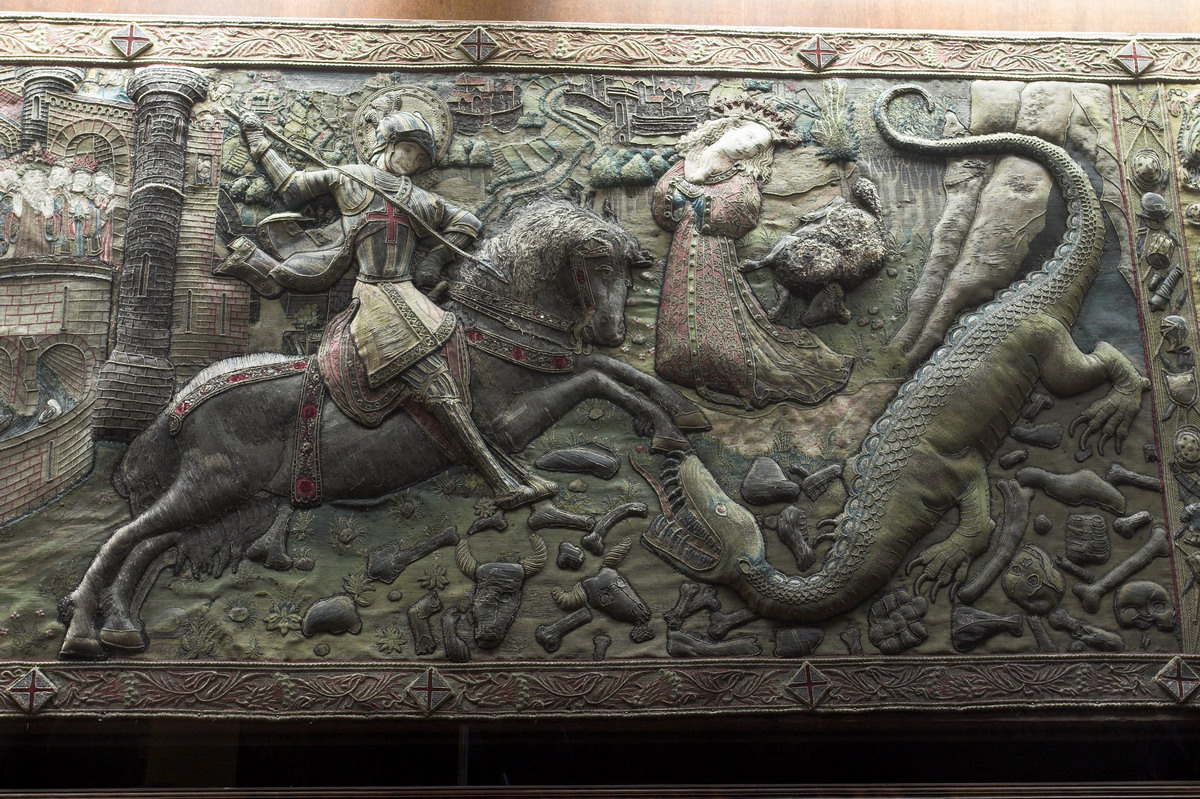
Imatge del frontal de la capella de Sant Jordi, obra d'Antoni Sadurní

La Dalmàtica del tern de sant Jordi és un brodat fet per Antoni Sadurní, que actualment es conserva al palau de la Generalitat de Catalunya.

## Descripció
Una dalmàtica és una peça de roba amb mànigues amples i obertes que es col·locava sobre l'alba, i que utilitzaven el diaca i el sotsdiaca en les cerimònies. La dalmàtica de Sant Jordi formava part d'un tern, un conjunt integrat per quatre peces: una casulla, dues dalmàtiques i una capa pluvial. Fou encarregat per a la capella del palau de la Generalitat de Catalunya a Barcelona, juntament amb un frontal d'altar dedicat al mateix sant. La manca de documentació sobre l'autoria del tern, junt amb les remodelacions que les diferents peces van patir al llarg dels segles, portaren a interpretar el frontal i el tern com a obres independents, però un i l'altre foren concebuts com una unitat, seguint un mateixos patrons pictòrics i una mateixa factura.
El conjunt, amb disset escenes, és un dels cicles més ambiciosos dedicats a sant Jordi a la corona d'Aragó. El relat s'inicia al frontal, on el sant lluita amb el drac per alliberar la princesa, exactament la mateixa escena que ocupava el compartiment principal del retaule de la capella. Les vestidures del tern, per la seva banda, inclouen, igual que els carrers laterals del retaule, la història del martiri del sant. La imatge dels sacerdots revestits amb les robes brodades celebrant la missa davant de l'altar on penjava el frontal devia evocar, doncs, una mena de retaule en moviment.

## Brodat
El frontal i el tern de Sant Jordi van ser confeccionats amb els millors materials, com ara el vellut vermell venecià, i brodats amb fils d'or, d'argent i de seda. Les figures, els fons arquitectònics i els paisatges estan fets amb la tècnica que anomenem de "pintura a l'agulla", on amb minucioses puntades s'imiten els efectes i els acabats de la pintura. És per això que aquests tallers requerien la intervenció de mestres pintors, artífexs dels cartrons previs, models dels brodats.
Calia esbrinar quins havien estat els artífexs d'una obra tan extraordinària. Segons un document de l'arxiu de la Generalitat, el brodador Antoni Sadurní havia rebut l'encàrrec per a la confecció d'un frontal per a la capella de la Generalitat, l'any 1450. Un any després l'obra estava finalitzada. La rapidesa en l'execució avalaria la importància i prosperitat del taller del mestre brodador, originari de Montblanc i membre destacat d'una família dedicada al mateix ofici. Els tallers més pròspers incloïen la col·laboració d'experts en els diferents oficis: pintors, argenters, i brodadors que contribuïen plegats a l'òptima realització dels encàrrecs més exigents. Per al disseny d'un encàrrec tan singular calia el millor dels artistes: Bernat Martorell. Mestre de gran retaules i miniaturista, feia també models pictòrics per a brodats de vestidures litúrgiques i vitralls. La mà del mestre en el model d'aquests brodats sembla indiscutible si posem en relació el frontal i tern de Sant Jordi amb una de les grans obres de l'artista: el retaule del mateix sant realitzat, per ell, anys enrere.

## Context
La dalmàtica del Tern de Sant Jordi, d'extraordinària bellesa, tant en la seva factura com en el seu disseny, és un exemple de l'altíssim grau de destresa tècnica que havien assolit els tallers de brodadors barcelonins al segle xv.
Aquest art sumptuari tenia una alta consideració social, fins i tot per sobre de la pintura de retaules, i es troba, òbviament, vinculat a la voluntat de les elits de prestigiar-se amb l'adquisició d'obres d'art exquisides.